# In Cauda Venenum
In Cauda Venenum (lat. "U repu je otrov") trinaesti je studijski album švedskog progresivnog metal sastava Opeth. Diskografske kuće Moderbolaget Records i Nuclear Blast objavile su ga 27. rujna 2019.
Objavljen je u dvjema inačicama: na švedskom i na engleskom jeziku. Grupa je podržala uradak turnejama 2019. i 2020. Najdulji je album skupine; traje 67 minuta i 53 sekundi.

## Popis pjesama
Tekstovi i glazba: Mikael Åkerfeldt. 
| 1.    | »Livets trädgård«            | Garden of Earthly Delights | 3:29 |
| 2.    | »Svekets prins«              | Dignity                    | 6:36 |
| 3.    | »Hjärtat vet vad handen gör« | Heart in Hand              | 8:28 |
| 4.    | »De närmast sörjande«        | Next of Kin                | 7:08 |
| 5.    | »Minnets yta«                | Lovelorn Crime             | 6:34 |
| 6.    | »Charlatan«                  | Charlatan                  | 5:29 |
| 7.    | »Ingen sanning är allas«     | Universal Truth            | 7:31 |
| 8.    | »Banemannen«                 | The Garroter               | 6:44 |
| 9.    | »Kontinuerlig drift«         | Continuum                  | 7:23 |
| 10.   | »Allting tar slut«           | All Things Will Pass       | 8:31 |
| 67:53 |                              |                            |      |

## Recenzije
In Cauda Venenum dobio je uglavnom pozitivne kritike. Na Metacriticu, mrežnom mjestu koje prikuplja ocjene recenzenata iz glavne struje i na temelju njih uratku dodjeljuje ocjenu od 0 do 100, uradak je na temelju 12 recenzija dobio ocjenu 85 od 100, što označava "sveopće odobravanje".
Thom Jurek, recenzent mrežnog mjesta AllMusic, dodijelio mu je četiri i pol zvjezdice od njih pet te je izjavio: "Na In Cauda Venenum Opeth je potpuno preoblikovao prog-rock za 21. stoljeće. Iako nekoliko elemenata aludira na prošlost, jednostavno su umiješani u oblik žestoke glazbe koja ne odražava povijest progresivnog rocka, nego Opethovu postojan i evoluirajući imidž." Jordan Blum u recenziji za PopMatters uratku je dao devet od deset zvjezdica te je izjavio: "Da nije uzvišene raznolikosti i razmjera Pale Communiona, In Cauda Venenum zasigurno bi bio najbolji Opethov album u proteklih deset godina. Kao što je i inače slučaj s odličnim albumima, potrebno je nekoliko puta temeljito poslušati uradak da bi ga se posve zavoljelo, ali nagrada je svakako vrijedna truda." Lukas Wojcicki dodijelio mu je 8 od 10 bodova u recenziji za časopis Exclaim! i zaključio je: "Pjesme su pamtljive, zanimljive i složene, što tom uratku od deset pjesama daje iznimnu dubinu koja tijekom svakog novog slušanja nudi posve novo iskustvo. To je album koji iziskuje mnogo pažnje, ali pozornost će svakako biti nagrađena."
Nešto kritičniji prema albumu bio je Nick Ruskell u recenziji za Kerrang!; dodijelio mu je tri boda od njih pet i komentirao je: "Dobar je album, ali nije jedan od Opethovih klasika. Katkad zna biti krivudav i zvučati kao da mu je potrebno još nekoliko zlatnih trenutaka koji bi njegove različite nastrane trenutke spojili u izvanredno jedinstvo."

## Zasluge
| Opeth - Mikael Åkerfeldt – vokali, gitara, produkcija, miksanje, masteriranje, dizajn - Fredrik Åkesson – gitara, prateći vokali - Martin Axenrot – bubnjevi, udaraljke - Martín Méndez – bas-gitara - Joakim Svalberg – klavijature, prateći vokali Ostalo osoblje - Tom Jondelius – dodatna tonska obrada - Geoff Pesche – masteriranje - Travis Smith – ilustracije, dizajn | Dodatni glazbenici - Dave Stewart – orkestracija, aranžman gudaćih glazbala - Stefan Boman – efekti, produkcija, tonska obrada, miksanje, masteriranje - Olof Palme – naracija - Bruno K. Öijer – naracija - Alva Åkesson/Ahlberg – naracija - Klara Rönnqvist Fors – naracija - Melinda Åkerfeldt – naracija - Mirjam Åkerfeldt – naracija - Tora Ahlberg – naracija |

## Ljestvice
| Ljestvica (2019.)                          | Najviša pozicija |
| ------------------------------------------ | ---------------- |
| Australija                                 | 20.              |
| Austrija                                   | 15.              |
| Belgija (Flandrija)                        | 17.              |
| Belgija (Valonija)                         | 13.              |
| Finska                                     | 2.               |
| Francuska                                  | 46.              |
| Irska                                      | 65.              |
| Italija                                    | 24.              |
| Japan                                      | 97.              |
| Kanada                                     | 49.              |
| Mađarska                                   | 29.              |
| Nizozemska                                 | 16.              |
| Norveška                                   | 9.               |
| Njemačka                                   | 5.               |
| Poljska                                    | 19.              |
| Sjedinjene Američke Države (Billboard 200) | 59.              |
| Škotska                                    | 4.               |
| Španjolska                                 | 26.              |
| Švedska                                    | 12.              |
| Švicarska                                  | 10.              |
| Ujedinjeno Kraljevstvo                     | 13.              |